# Víctor Benavides
Víctor Benavides (Lima, 1 de abril de 1947) es un exfutbolista peruano de larga carrera en diversos clubes. Se desempeñó como volante de contencion y de ataque.

## Trayectoria
Se inició en el Atlético Deportivo Olímpico y de ahí pasó al Club Atlético Chalaco en dos etapas, la más importante a finales de los años setenta, cuando alcanzó el subcampeonato nacional y posterior clasificación para la Copa Libertadores 1980 junto a Sporting Cristal. Luego emigró al Deportivo Cuenca, de Ecuador.
En 1982, fue DT de los infantiles del Club Atlético Chalaco, que participó en el Sudamericano Infantil en Santa Cruz, Bolivia. 
En 1983, volvió al fútbol para jugar por Sport Boys Association. Sus últimos años, lo hizo en el Club Sport Unión Huaral, donde se retiró en 1985

Luego de esta etapa, fue asistente técnico y entrenador en clubes como Universitario de Deportes, entre otros clubes más en Perú.

## Clubes
| Club                        | País    | Año       |
| --------------------------- | ------- | --------- |
| Atlético Deportivo Olímpico | Perú    | 1966-1971 |
| Club Atlético Chalaco       | Perú    | 1972-1975 |
| Universitario de Deportes   | Perú    | 1976-1978 |
| Club Atlético Chalaco       | Perú    | 1979-1980 |
| Deportivo Cuenca            | Ecuador | 1980      |
| Sport Boys Association      | Perú    | 1983      |
| Club Sport Unión Huaral     | Perú    | 1984-1985 |

## Palmarés
| Título           | Club                        | País | Año  |
| ---------------- | --------------------------- | ---- | ---- |
| Segunda división | Atlético Deportivo Olímpico | Perú | 1970 |
| Segunda división | Club Atlético Chalaco       | Perú | 1972 |